# Püspöksüveggomba
A püspöksüveggomba (Gyromitra infula) a koronggombafélék családjába tartozó, Eurázsiában és Észak-Amerikában honos, fenyőfák korhadó anyagán élő, mérgező gombafaj. 

## Megjelenése
A püspöksüveggomba termőtestének süvege 2-13 cm magas és 2-8 cm széles. Alakja egészen fiatalon csészeszerű is lehet, de hamarosan lebenyessé válik; többnyire két lebenye fejlődik ki, de ritkábban lehet 3 vagy 4 lebenye is. Felszíne csupasz, némileg - de nem agyvelőszerűen - gyűrött. Színe igen változatos lehet a sárgásbarnától a vörösbarnán keresztül a sötétbarnáig. Alsó felülete fehéres vagy barnás, finoman deres. 
Húsa vékony és törékeny, színe fehéres vagy barnás. Szaga és íze kellemes, gombaszerű, nem jellegzetes.
Tönkje 2-12 cm magas és max. 3 cm vastag. Felszíne nem bordázott, színe a kalapéhoz hasonló vagy halványabb. Felszíne finoman deres. 
Spórája megnyúlt ellipszoid, benne 1-3 (többnyire 2) nagy olajcseppel, felszíne sima; mérete 17-24 x 7-11 µm. Az aszkusz (tömlő) nyolcspórás. 

### Hasonló fajok
Hasonlíthat hozzá a szintén mérgező vörösbarna papsapkagomba, redős papsapkagomba vagy az óriás papsapkagomba, de valamennyien tavasszal teremnek. 

## Elterjedése és termőhelye
Eurázsiában és Észak-Amerikában honos. Magyarországon ritka. 
Fenyvesekben él, szétkorhadt farönkökön, fatuskókon vagy azok közelében, egyesével vagy kisebb csoportokban. Szeptember-októberben terem.
Feltehetően mérgező, egyes rokonaihoz hasonlóan giromitrint tartalmaz. 

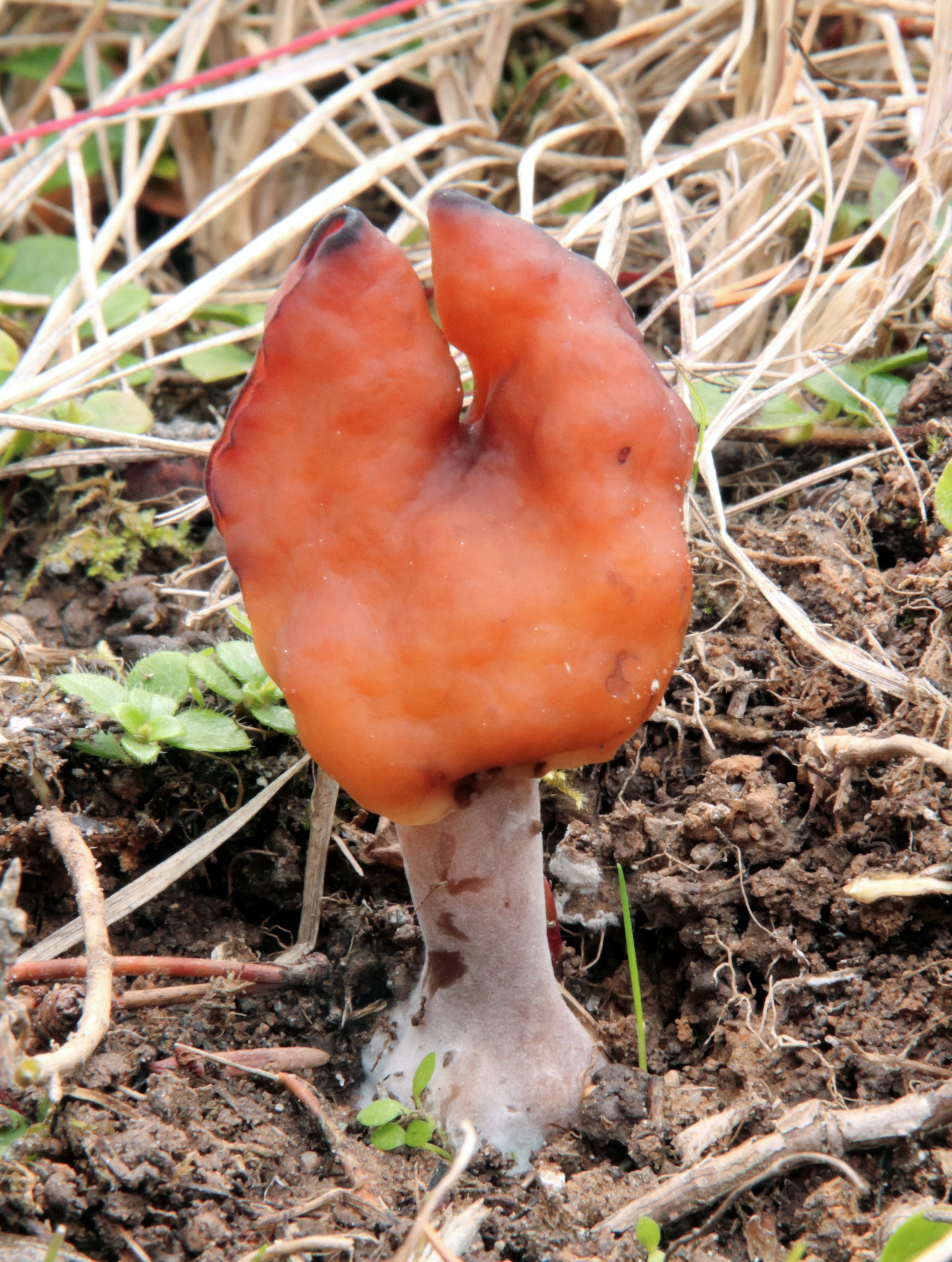
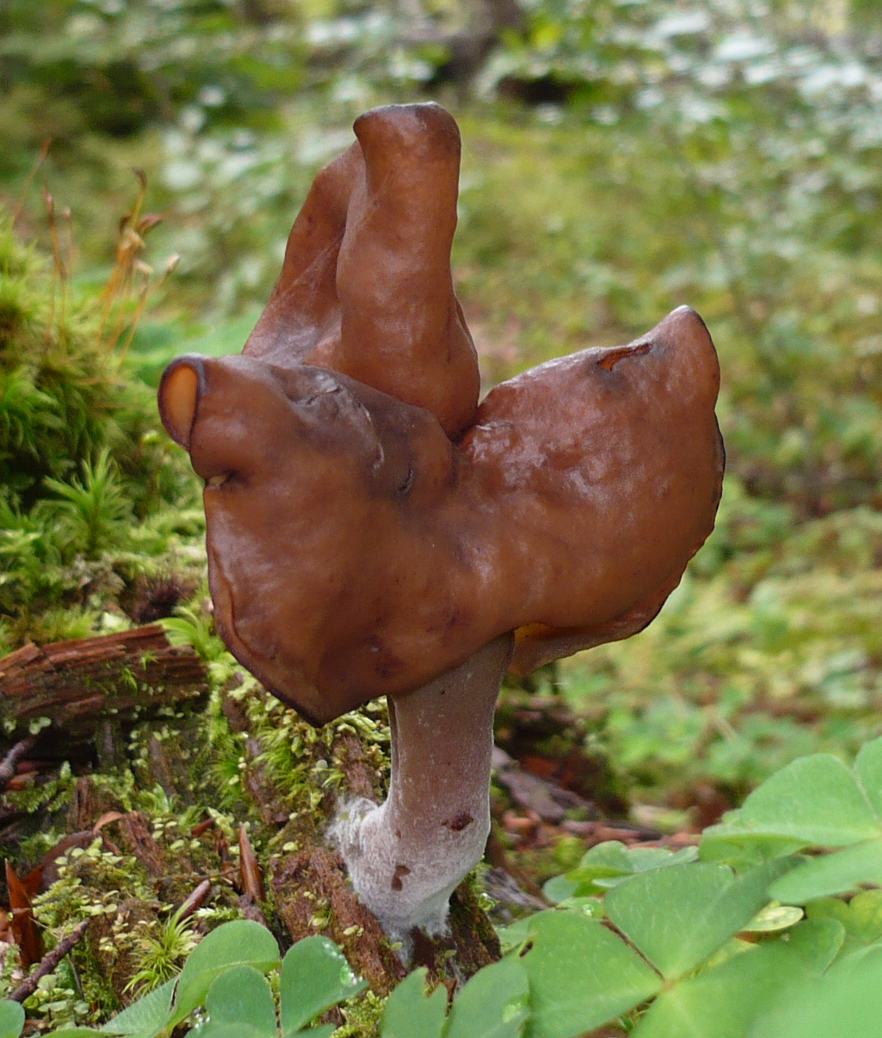
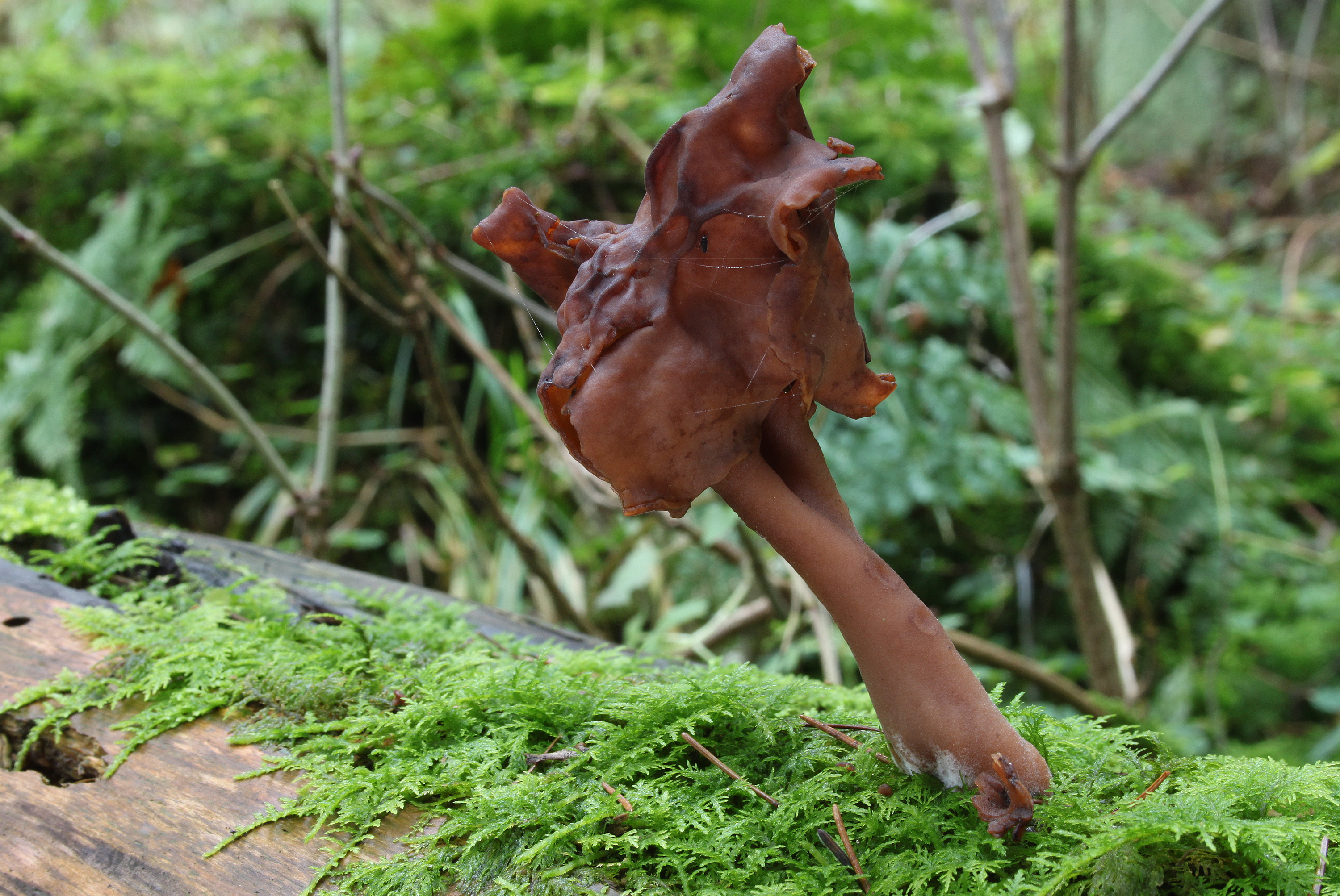
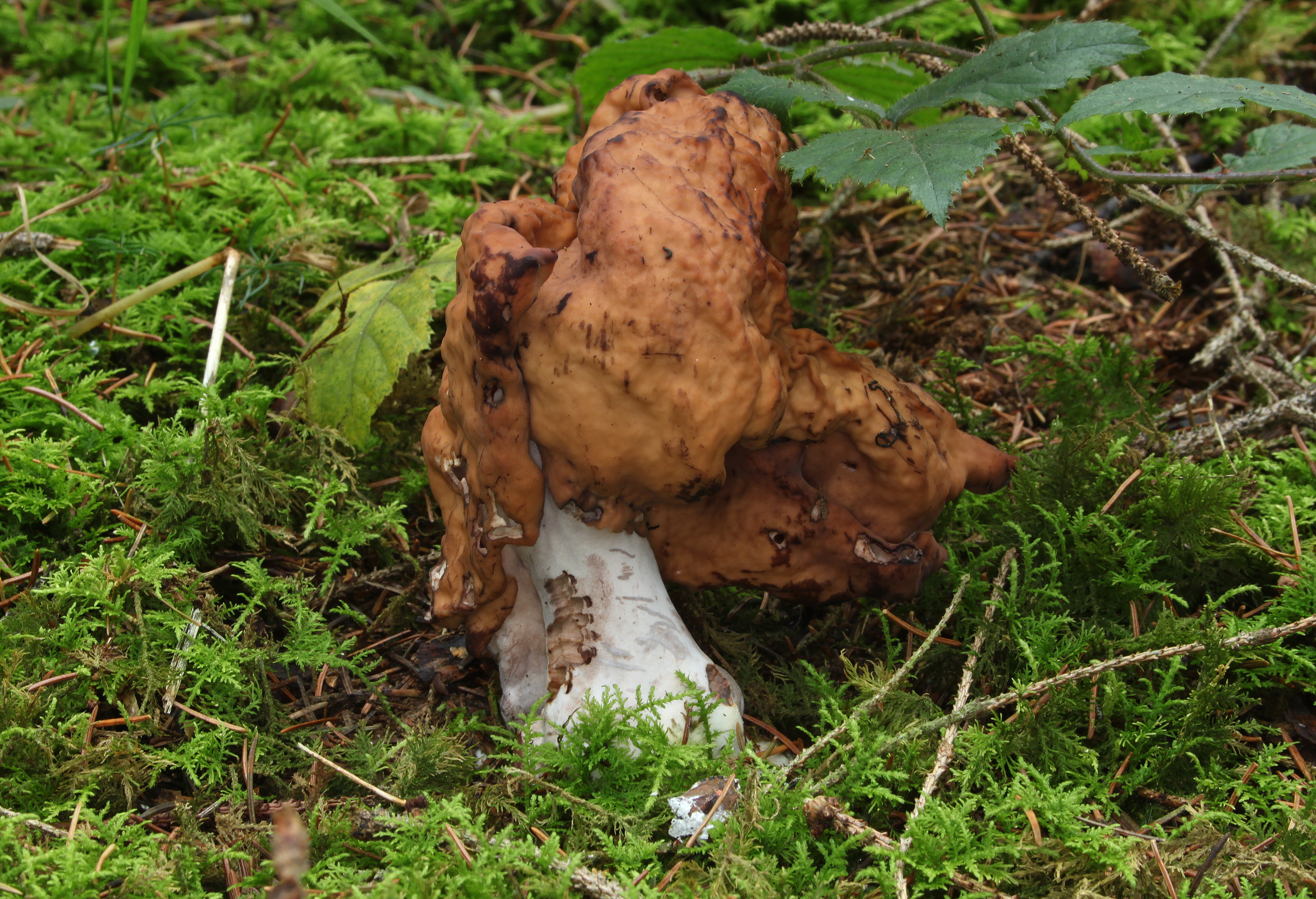
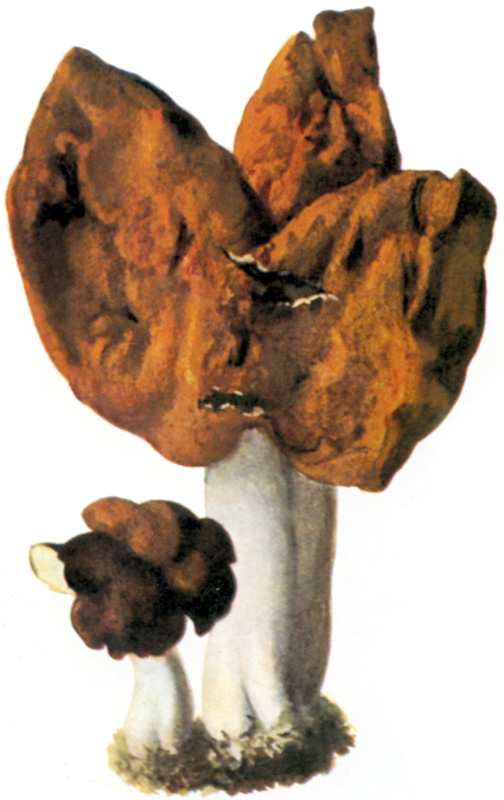